# Brudzew (gmina)

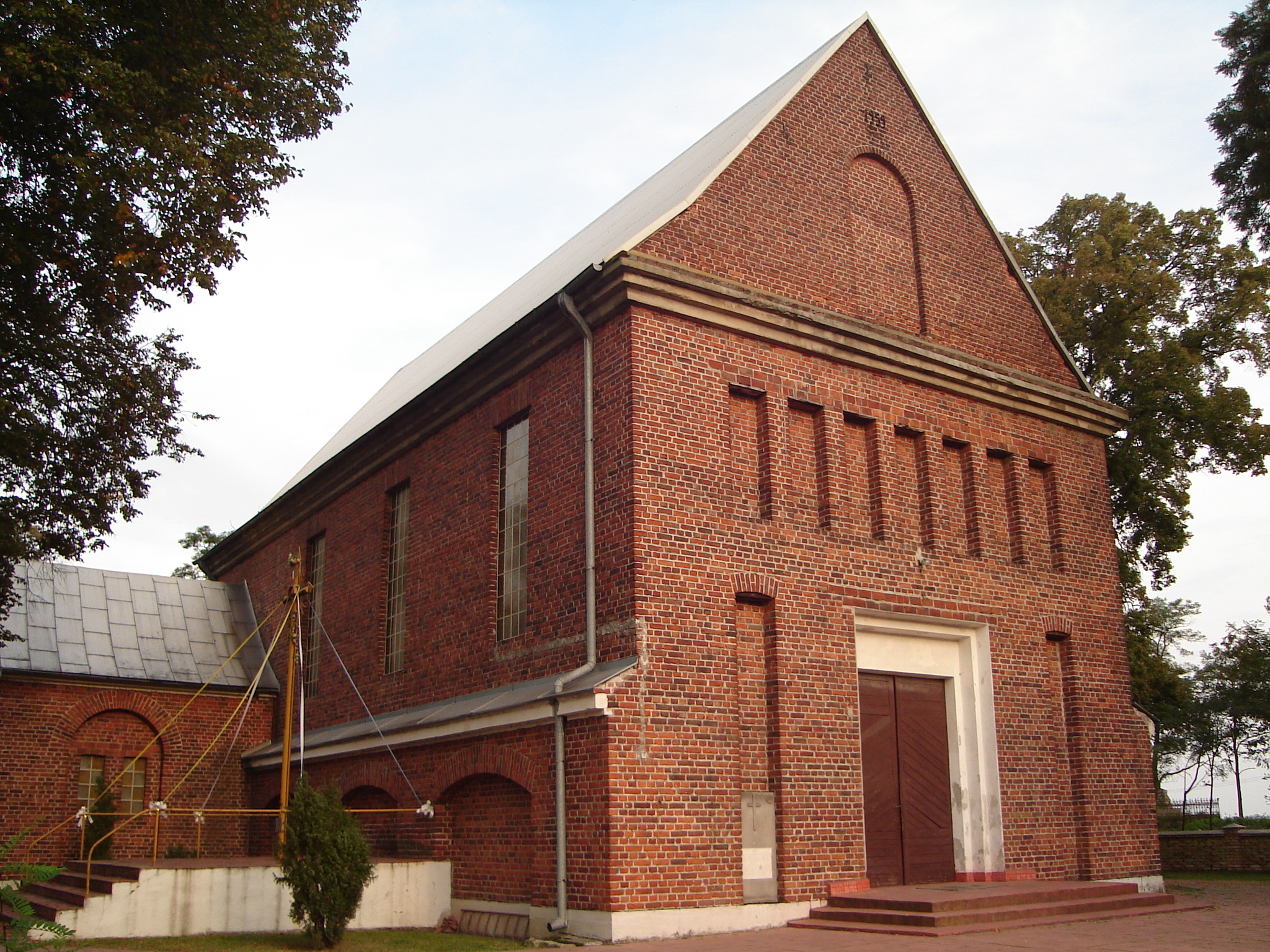
Kościół parafialny w Janiszewie

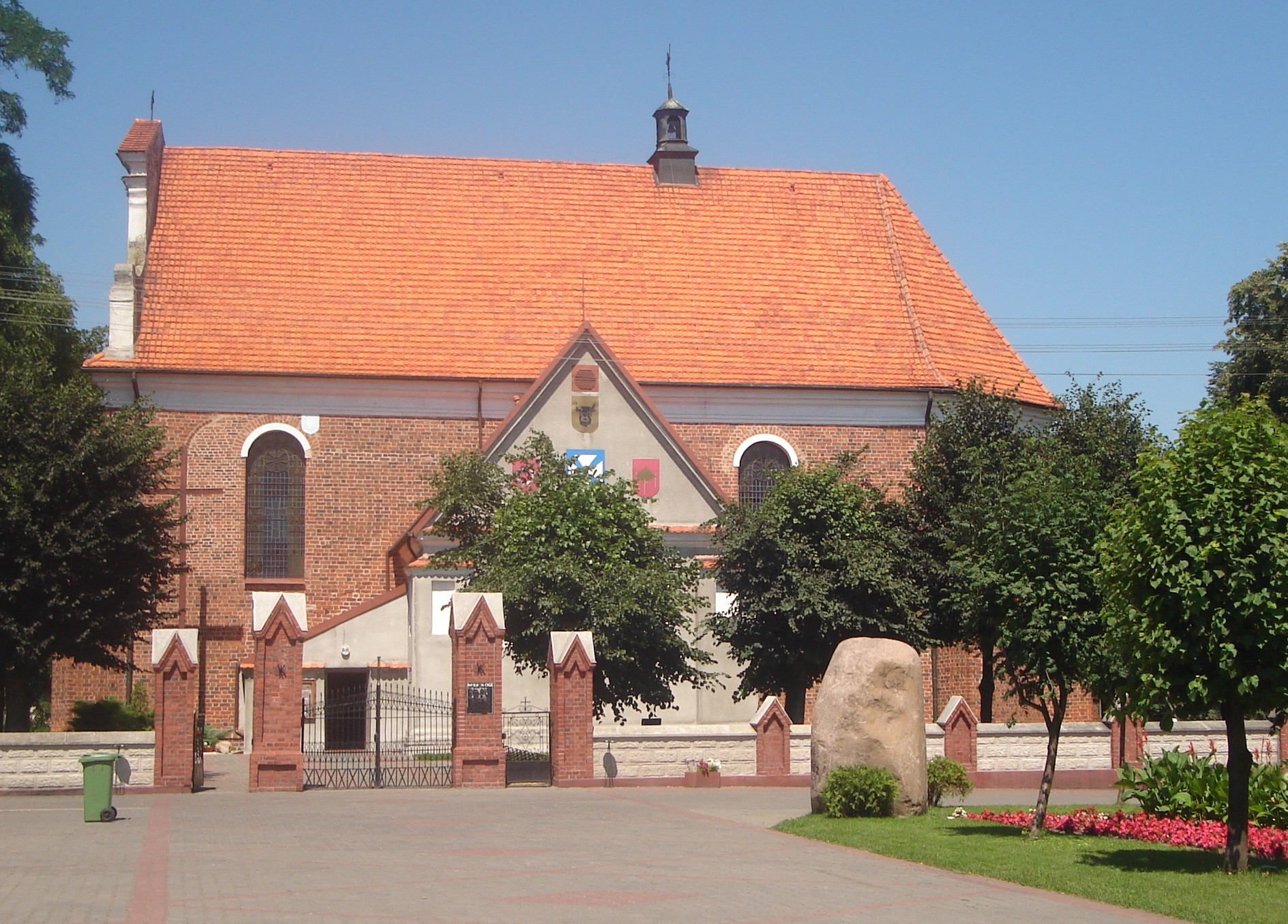
Kościół parafialny w Brudzewie

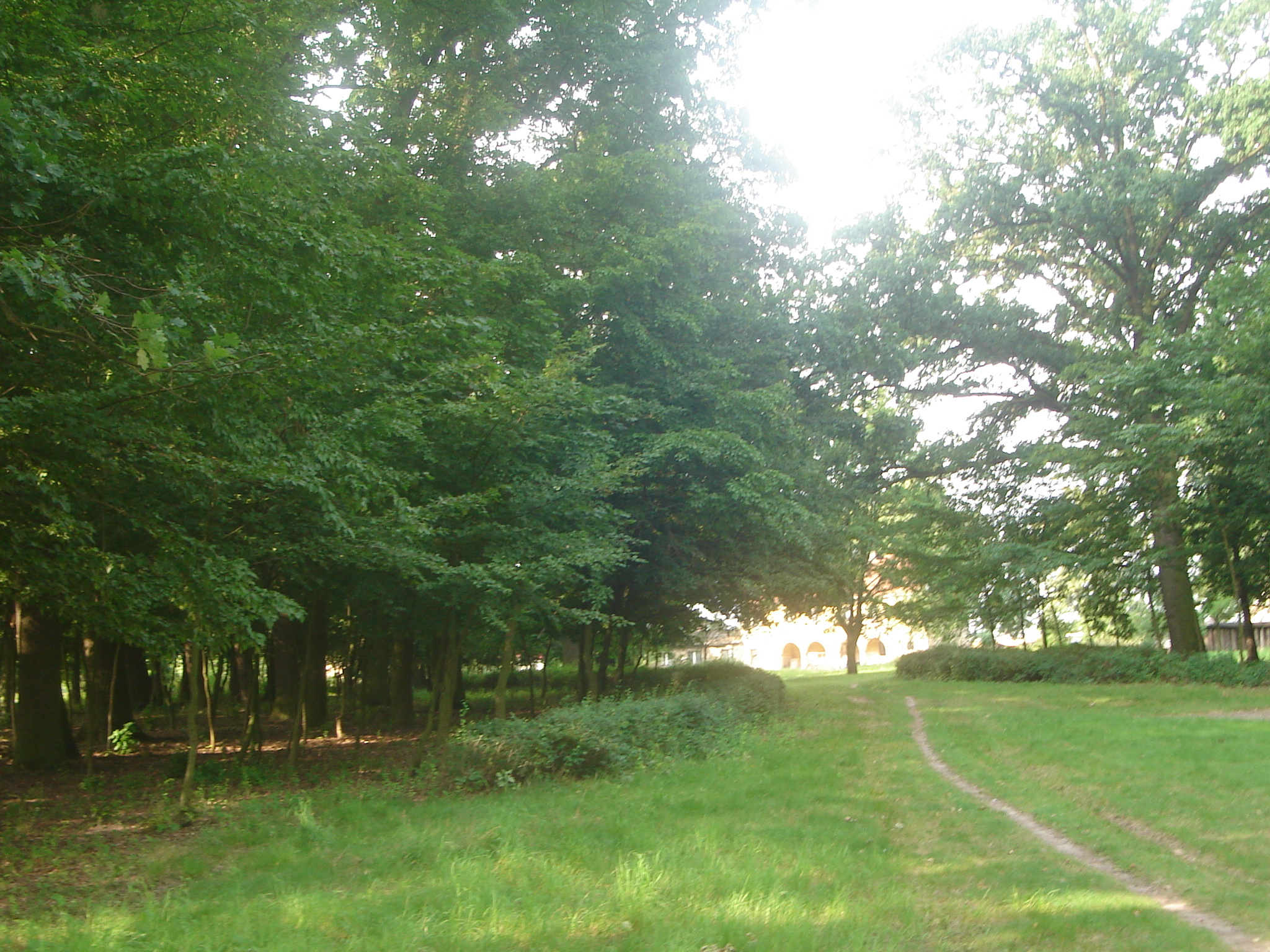
Wozownia w Kolnicy

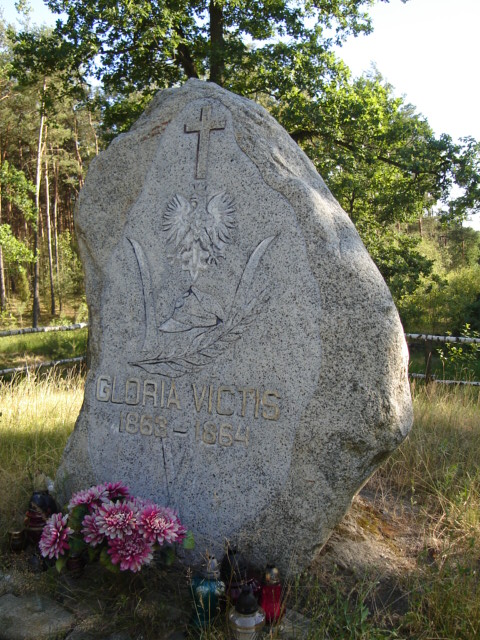
Pomnik stojący w lesie sacalskim

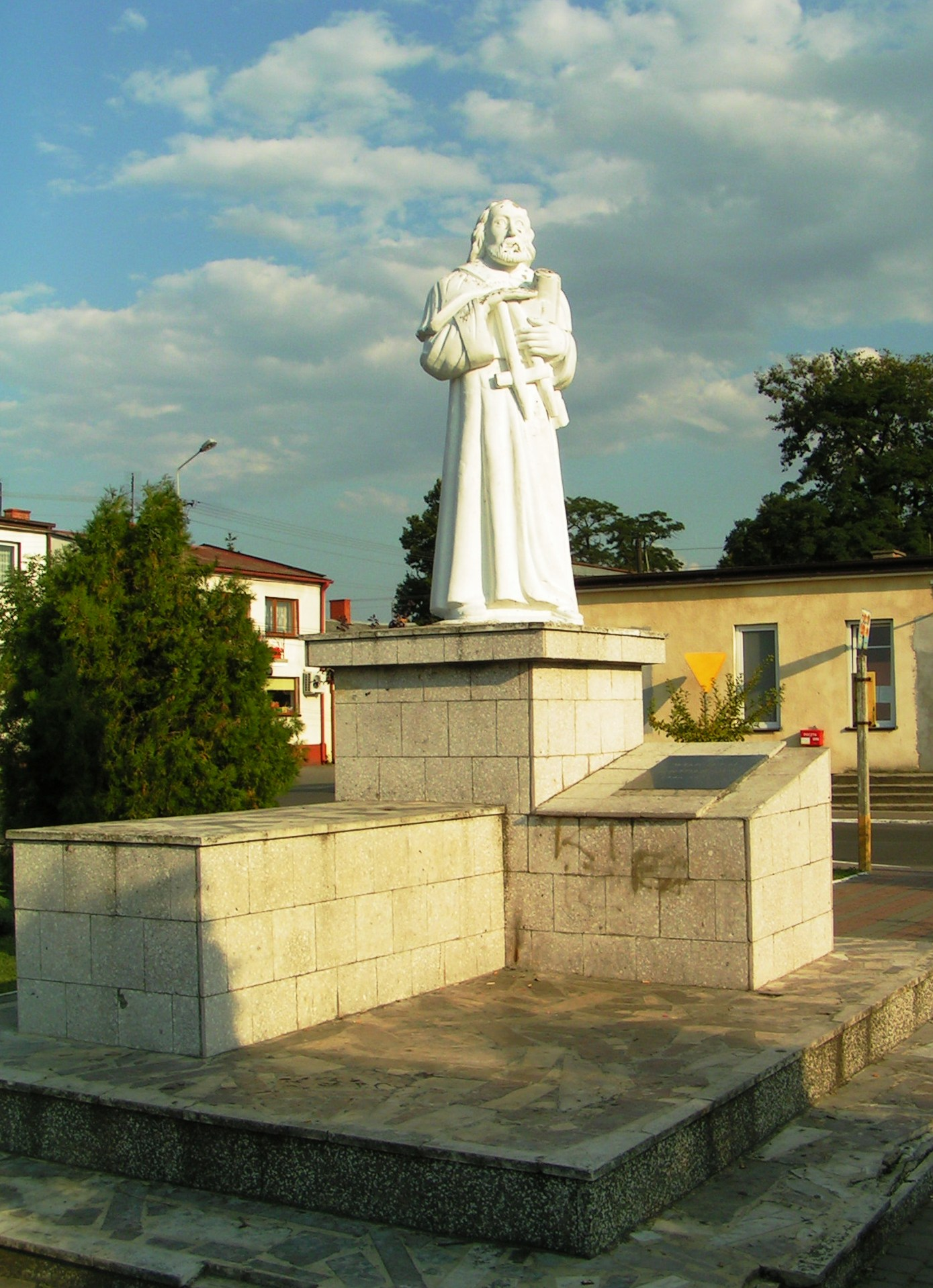
Pomnik Wojciecha z Brudzewa

Brudzew – gmina wiejska w województwie wielkopolskim, w powiecie tureckim. W latach 1975–1998 gmina położona była w województwie konińskim.
Siedziba gminy to Brudzew.

## Historia
Na mocy Najwyższego Ukazu carskiego z grudnia 1866 roku o nowym podziale administracyjnym Królestwa Polskiego, został utworzony powiat kolski, który wówczas składał się z 14 gmin wiejskich oraz dziewięciu miast (w tym Brudzew). 31 maja 1870 do gminy przyłączono pozbawiony praw miejskich Brudzew.
Według Wykazu Gromad Polskiej Rzeczypospolitej Ludowej według stanu z dnia 1 lipca 1952 roku gmina Brudzew składała się z 24 gromad: Bierzmo-Nowa Wieś, Bogdałów, Bogdałów-Kolonia, Bratuszyn, Brudzew, Brudzyń, Chrząblice, Cichów, Dąbrowa, Galewo-Huta Józefów, Głowy, Izabelin, Janiszew, Janów, Kalinowa, Kolnica, Kozubów, Koźmin, Koźmin A cz. II, Krwony, Kuźnica Janiszewska, Kwiatków, Marulew, Olimpia, Tarnowa oraz Wincentów.

## Analiza przyrodniczo-geograficzna

### Położenie
Geograficznie gmina Brudzew leży na Wysoczyźnie Tureckiej, stanowiącej północno-wschodnią część Niziny Południowowielkopolskiej. Przez wschodnią część gminy przepływa rzeka Warta, stanowiąca również granicę gminy. Jej lewym dopływem jest przepływająca przez Brudzew rzeka Kiełbaska.

### Złoża naturalne
Na tych terenach przeważają gleby słabe, głównie bielicowe (lekkie i średnie), wytworzone z glin zwałowych, piasków i żwirów. Znacznie rzadziej występują gleby brunatne, czarne i torfowe.
Głównym bogactwem naturalnym jest węgiel brunatny, wykorzystywany jako surowiec energetyczny. Na terenie gminy funkcjonuje Kopalnia Węgla Brunatnego odkrywka Koźmin.
W bliskiej okolicy Galewa znajdują się złoża piasków, przydatnych do produkcji mas bitumicznych i betonu cementowego. Udokumentowane zasoby tego kruszywa przekraczają 2,6 mln ton.

### Natura
Oprócz terenów rolniczych łatwo znaleźć lasy iglaste, najczęściej sosnowe, z domieszką brzozy, buku, olszy czarnej, dębu, świerku oraz wierzby. W strefie podszytu występuje jałowiec, czarną porzeczkę, leszczynę, maliny, a także jeżyny. Runo leśne obfituje w borówki, poziomki i grzyby.
Kompleksy leśne nie są zbyt duże, częściej spotyka się małe lasy i bory, poprzecinane polami uprawnymi i łąkami, które jednak – głównie z powodu spadku opłacalności rolnictwa – coraz częściej zarastają lasem lub są sztucznie zalesiane. Stąd też nie występują tu gatunki zwierząt potrzebujące do rozwoju dużych obszarów leśnych, takie jak łoś czy jeleń. Najpospolitsze gatunki fauny to: sarna, dzik, lis, zając szarak, wiewiórka, gawron, wrona, sroka i wiele innych gatunków ptactwa, które ostatnio zostało mocno przerzedzone (przez kilka lat nie można było spotkać tu bardzo częstych dawniej dzikich kaczek, kuropatw i bażantów), przede wszystkim z powodu osuszenia terenu przez kopalnię i odstrzały.
Najciekawsze i najpiękniejsze obiekty przyrodnicze gminy Brudzew znajdują się na czterech szlakach Pieszych i rowerowych ścieżek dydaktycznych "Bogdałów".

## Komunikacja
Przez północną część gminy (w miejscowości Janów) przebiega niewielki odcinek autostrady A2. Przez gminę przebiega również odcinek drogi wojewódzkiej nr 470 (Kalisz – Kościelec).

## Parafie katolickie
Na terenie gminy znajdują się trzy kościoły parafialne obrządku rzymskokatolickiego. Wszystkie one wchodzą w skład diecezji włocławskiej.
- dekanat kościelecki
  - parafia pw. św. Mikołaja w Brudzewie
  - parafia pw. św. Jadwigi w Janiszewie
- dekanat turecki
  - parafia pw. Przemienienia Pańskiego w Galewie

Wierni kościoła rzymskokatolickiego w kilku miejscowościach (Janowa, Kwiatkowa, Głów, Dąbrowy) należą do parafii pw. Świętej Trójcy w Dobrowie.

## Szkoły na terenie gminy
Na terenie gminy Brudzew znajdują się następujące placówki oświatowe:
- Gminne Przedszkole w Brudzewie
- Szkoła Podstawowa im. Wojciecha z Brudzewa w Brudzewie (dawniej Zespół Szkolno-Gimnazjalny im. Wojciecha z Brudzewa w Brudzewie)
- Szkoła Podstawowa w Koźminie
  - Filia w Krwonach
- Szkoła Podstawowa w Galewie
- Szkoła Podstawowa w Chrząblicach

## Jednostki OSP
Na terenie gminy funkcjonuje 11 jednostek Ochotniczej Straży Pożarnej:
- OSP Brudzew
- OSP Brudzyń
- OSP Chrząblice
- OSP Cichów
- OSP Dąbrowa
- OSP Galew
- OSP Janiszew
- OSP Janów
- OSP Koźmin
- OSP Krwony
- OSP Kwiatków.

## Zabytki i ciekawe miejsca

### Kościół pw. św. Mikołaja w Brudzewie
Brudzewski kościół parafialny został wybudowany w stylu gotyckim w roku 1455 z fundacji Stanisława i Jana Jarandów, na miejscu poprzedniego, wymienianego już w XIV wieku.
Zachodnia fasada po przebudowie została ozdobiona szczytem barokowym. Na dwuspadowym dachu przykrytym dachówką mieści się wieżyczka z sygnaturką. Dawne gotyckie okna i portal w czasie odbudowy zatraciły swój pierwotny styl. Jednonawowe wnętrze zakończone jest wielobocznym prezbiterium o tej samej szerokości. Pozostałości starego sklepienia mieszczą się w zakrystii (sklepienie krzyżowe) i skarbczyku (sklepienie beczkowe).
Ołtarze i ambona pochodzą z XVIII wieku. Natomiast najstarszymi zabytkami, które zachowały się do czasów obecnych są jedynie: gotycka kamienna kropielnica, barokowa monstrancja z 1688 roku fundacji Wojciecha Radolińskiego oraz kielich z końca XVI wieku.

### Kaplica pogrzebowa pw. Ducha Świętego w Brudzewie
Stojąca na południe od placu targowego kaplica pogrzebowa pw. Ducha Świętego zbudowana została w stylu barokowym około 1680 roku z fundacji rodziny Radolińskich. Po zawaleniu się w II poł. XIX wieku zachodniej fasady odbudowano ją w ramach pozostałych murów. Jednonawowe wnętrze z płaskim drewnianym stropem posiada wczesnobarokowe wyposażenie. Z tego okresu pochodzi ołtarz z rzeźbami Matki Boskiej i innych świętych oraz ambona z malowidłami przedstawiającymi czterech ewangelistów, natomiast rokokowa chrzcielnica w kształcie wazy, z rzeźbą na pokrywie przedstawiającą scenę chrztu Chrystusa, pochodzi z końca XVIII wieku.

### Kościół pw. Przemienienia Pańskiego w Galewie
Miejscowy kościół pw. Przemienienia Pańskiego i św. Walentego zbudowany został w 1845 roku. Ze starszych zabytków zachowały się dwa krucyfiksy, kielich oraz cynowe lichtarze i krzyż w ołtarzu, wykonane w stylu barokowym. Na ścianie szczytowej widnieją dwie tablice pamiątkowe, mówiące o Rafale Kalinowskim oraz Albercie Chmielowskim. We wnętrzu, przy wejściu na chór, mieszczą się dwie tablice rodziny Przychodzkich i Petrykowskich z połowy XIX wieku.

### Kościół pw. św. Jadwigi w Janiszewie
Pierwsze potwierdzone wzmianki z 1415 roku. Drewniana świątynia została wybudowana w roku 1712 z fundacji ówczesnego proboszcza Piotra Szymańskiego. Kościół rozebrali hitlerowcy w czasie II wojny światowej (1939–1945). Po wojnie istniał drewniany, prowizoryczny kościół, a w 15 lat po zakończeniu wojny, w latach 1958-1960 postawiono nową, murowany kościół. Najcenniejszymi elementami budowy i sztuki są: obraz Matki Boskiej Szkaplerznej (XVIII wiek), ołtarzowe rzeźby śś. Piotra i Pawła (połowa XIX wieku) oraz kielich z tegoż samego okresu.

### Piesze i rowerowe ścieżki dydaktyczne Bogdałów
Wiodą przez najciekawsze pod względem przyrodniczym i krajobrazowym tereny powiatu tureckiego (gminy: Brudzew, Turek, Władysławów i Przykona). Jednocześnie łączą te obszary z przekształconymi przez przemysł wydobywczy – Kopalnię Węgla Brunatnego "Adamów". Wszystkie trasy mają swój początek i koniec na parkingu leśnym w Bogdałowie, położonym nad 10-hektarowym zbiornikiem wodnym Bogdałów, powstałym w dawnym wyrobisku pokopalnianym. Na trasach czterech szlaków turystycznych urządzono 13 punktów dydaktycznych.

### Fragmenty ziemne dawnych fortyfikacji w Brudzewie
W północno-wschodnim krańcu Brudzewa zachowały się fragmenty ziemne dawnych fortyfikacji w postaci wałów z bastionami w narożach. Pod jednym z nich mieszczą się kazamaty. Usypane zostały prawdopodobnie przez Radolińskich w XVII wieku na planie regularnego prostokąta. Od wschodu i zachodu przerwane są wjazdami. Od strony zachodniej i południowej widnieją ślady fosy.

### Dworek w Brudzewie
W Brudzewie stoi także tzw. eklektyczny dwór z 1900 roku. Przy nim usytuowano park o powierzchni 6,5 ha.

### Wozownia w Kolnicy
W Kolnicy stoi zabytkowa wozownia (błędnie zwana przez mieszkańców pałacykiem), którą postawiono w drugiej połowie XIX wieku za czasów ówczesnych dziedziców, Kępińskich. Przy wozowni umiejscowiono park. Obecnie budynek należy do gminy Brudzew, która w najbliższym czasie zamierza przeprowadzić gruntowny remont podupadającego obiektu.

### Pomnik Powstańców Styczniowych w Sacałach
W lesie sacalskim stoi pomnik powstańców styczniowych, walczących w 1863 roku w lesie pod Krwonami. Autorem projektu pomnika jest dr Stanisław Szymański, zaś jego wykonawcą W. Opas. Co roku, w dniu 11 listopada, pod pomnikiem odprawiana jest uroczysta msza święta w intencji Ojczyzny, sprawowana przez proboszcza parafii Janiszew.

### Obiekty znajdujące się w rejestrze zabytków
W gminie Brudzew znajduje się 15 obiektów wpisanych do Rejestr zabytków nieruchomych Krajowego Ośrodka Badań i Dokumentacji Zabytków. Są to:
- Brudzew
  - kościół par. pw. św. Mikołaja, 1435, 1730, nr rej.: 69 z 25.09.1930
  - plebania, przy kościele pw. św. Mikołaja, pocz. XIX, nr rej.: 47/429 z 21.12.1953
  - kościół pw. Świętego Ducha, ob. kaplica, 1680, nr rej.: 46/428 z 21.12.1953
  - fortyfikacje ziemne, XVII, nr rej.: 245 z 17.09.1968
  - zespół dworski, ul. Goleszczyzna, nr rej.: 290/32 z 30.04.1984:
  - dwór, 1900, 1945
  - park, 2 poł. XIX
  - spichrz, XIX, nr rej.: 291/33 z 30.04.1984
- Brudzyń
  - zespół pałacowy, nr rej.: 292/34 z 30.04.1984:
  - pałac, 1869, 1905, 1938
  - park, poł. XIX
- Galew
  - kościół par. pw. Przemienienia Pańskiego i św. Walentego, 1845, 1927-30, nr rej.: 293/35 z 30.04.1984
- Kolnica
  - park dworski, 2 poł. XIX, nr rej.: 628/Wlkp/A z 30.04.1984
  - wozownia, 1912, nr rej.: 594/Wlkp/A z 15.01.2008
- Smolina
  - zespół dworski, poł. XIX, nr rej.: 295/37 z 30.04.1984.

W rejestrze znajdował się także:
- Janiszew
  - kościół par. pw. św. Jadwigi, drewn., nr rej.: 10/253, l. rej. 73 z 25.09.1930 (nie istnieje).

## Struktura powierzchni
Według danych z roku 2002 gmina Brudzew ma obszar 112,72 km², w tym:
- użytki rolne: 67%
- użytki leśne: 18%.

Gmina stanowi 12,13% powierzchni powiatu.

## Demografia
Według danych z 30 września 2006 gminę zamieszkiwało 6188 osób.

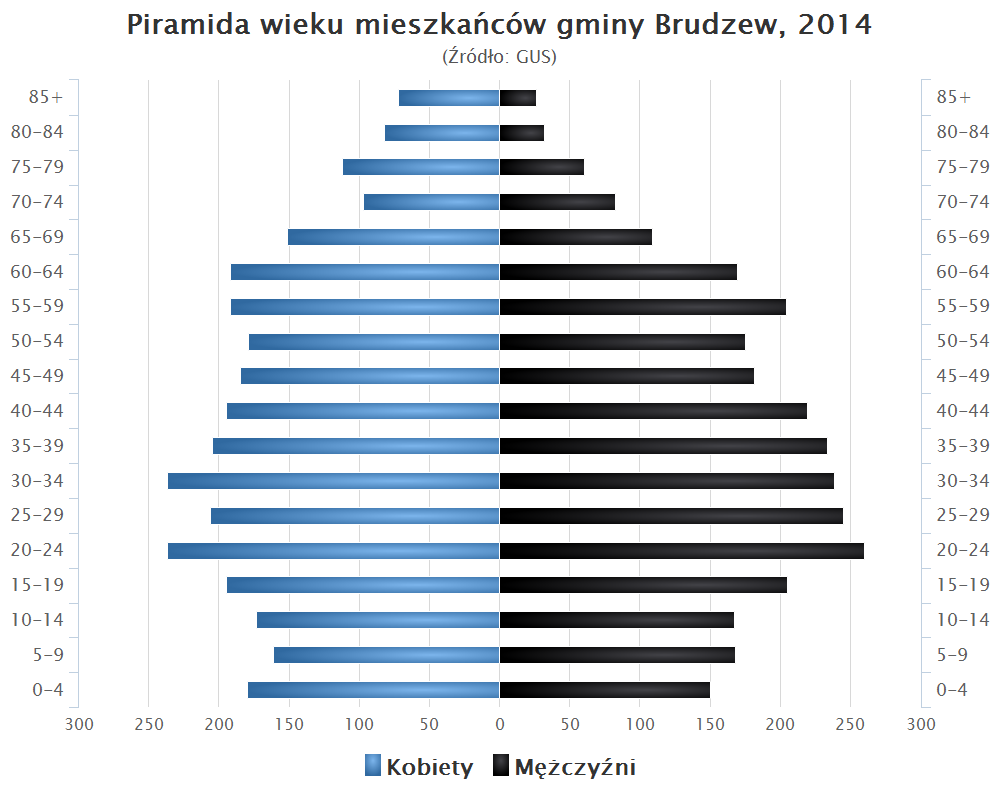
Piramida wieku mieszkańców gminy Brudzew w 2014 roku

Dane z 30 czerwca 2004:
| Opis                              | Ogółem | Ogółem | Kobiety | Kobiety | Mężczyźni | Mężczyźni |
| --------------------------------- | ------ | ------ | ------- | ------- | --------- | --------- |
| jednostka                         | osób   | %      | osób    | %       | osób      | %         |
| populacja                         | 6147   | 100    | 3151    | 51,3    | 2996      | 48,7      |
| gęstość zaludnienia (mieszk./km²) | 54,5   | 54,5   | 28      | 28      | 26,6      | 26,6      |

## Sąsiednie gminy
- od północy: Kościelec
- od wschodu: Dąbie, Uniejów
- od południa: Przykona, Turek
- od zachodu: Władysławów